# 맑시즘 (행사)
맑시즘은 노동자연대에서 2001년부터 매년 주최되어온 대한민국에서 가장 큰 마르크스주의 정치 포럼이다. 2017년에 18회째를 맞았다. 2018년 7월 19일에 고려대학교에서 맑시즘2018이 개최되었다.

## 역대 대회와 연사
- 2010년 맑시즘2010 2010년 7월 22일~7월 25일, 주제: 〈끝나지 않은 위기, 저항의 사상〉, 연사: 복음과 상황, 한겨레21 등에 노동 문제에 대한 글들을 써온 하종강 한울노동문제연구소 소장, 진보적인 역사학자 한홍구 성공회대학교 교수